# Platyja exviola
Platyja exviola là một loài bướm đêm trong họ Noctuidae.